# Necydalis ulmi
Necydalis ulmi es una especie de escarabajo longicornio del género Necydalis, tribu Necydalini, subfamilia Necydalinae. Fue descrita científicamente por Chevrolat en 1838.

## Descripción
Mide 20-34 milímetros de longitud.

## Distribución
Se distribuye por Alemania, Armenia, Austria, Bielorrusia, Bosnia y Herzegovina, Bulgaria, Croacia, España, Francia, Grecia, Hungría, Irán, Italia, Letonia, Polonia, Rumanía, Eslovaquia, Suiza, República Checa, Turquía, Ucrania y Yugoslavia.